# Masako Nozawa
Masako Nozawa (anhörenⓘjap. 野沢 雅子, Nozawa Masako; bürgerlich: Masako Tsukada (塚田 雅子, Tsukada Masako); * 25. Oktober 1936 in Arakawa, Stadt Tokio (heute: Tokio)) ist eine japanische Schauspielerin und Synchronsprecherin (Seiyū).

## Leben
Die in Tokio geborene Masako Nozawa wuchs in Numata, Präfektur Gunma, auf und begann ihre Karriere als Schauspielerin im Alter von zwei Jahren. Sie war mit dem 2014 verstorbenen Masaaki Tsukada verheiratet, der ebenfalls als Synchronsprecher tätig war. Nozawa wurde vor allem durch die Sprechrolle der Hauptfigur Son-Goku in der japanischen Version der Animeserie Dragonball und deren Ableger bekannt.
1997 erhielt sie für ihre Leistungen den Sonderpreis bei der 2. Animation Kobe und im Jahr 2012 den Tokyo Anime Award of Merit in der Kategorie Synchronsprecher.

## Filmografie (Auswahl)
- 1965: Uchū Patrol Hopper (Fernsehserie) … als Pu
- 1967: Bōken Gabotenjima (Fernsehserie) … als Gabo
- 1968–1972: Ge Ge Ge no Kitarō (Fernsehserie) … als Kitarō
- 1969–1970: Himitsu no Akko-chan (Fernsehserie) … als Tonko
- 1969–1970: Otoko Ippiki Gaki Daisho (Fernsehserie) … als Hayato
- 1969: Sora Tobu Yureisen … als Rappa
- 1969–1971: Tiger Mask (Fernsehserie) … als Kenta
- 1969: Kaitei Shōnen Marine (Fernsehserie) … als Whitey
- 1970: Kaitei Sanman Mile … als Isamu
- 1970: Flitz das Bienenkind (Konchu Monogatari Minashigo Hutch, Fernsehserie) … als Bunkichi
- 1970–1972: Inakappe Taisho (Fernsehserie) … als Daizaemon Kaze
- 1972: Calimero (Karimero, Fernsehserie) … als Buta
- 1972–1974: Dokonjo Gaeru (Fernsehserie) … als Hiroshi
- 1972: Mahō Tsukai Chappy (Fernsehserie) … als Nihei
- 1972: Maken Liner-0011 Henshin Seyo!! … als Ace
- 1973: Doraemon (Fernsehserie, 13 Folgen) … als Doraemon
- 1973–1974: Dororon Enma-kun (Fernsehserie) … als Enma-kun
- 1973: Microid S (Fernsehserie) … als Manabu
- 1973–1974: Miracle Shōjo Limit-chan (Fernsehserie) … als Tomi-san
- 1974–1975: Majokko Megu-chan (Fernsehserie) … als Saturn
- 1974–1976: Tentō Mushi no Uta (Fernsehserie) … als Daizaemon Kaze
- 1975: Ganba no Bōken … als Ganba
- 1975: Nadine – Stern der Seine (Fernsehserie) … als Danton
- 1975: Biene Maja (Mitsubachi Māya no Bōken, Fernsehserie) … als Willi
- 1976: Pinocchio (Pinocchio yori Piccolino no Bōken, Fernsehserie) … als Pinocchio
- 1976: Marco (Haha o Tazunete Sanzen Ri, Fernsehserie) … als Luigi
- 1976–1977: Chō Denji Robo Combattler V (Fernsehserie) … als Ropet
- 1976: Huckleberry Finn (Huckleberry no Bōken, Fernsehserie) … als Huckleberry Finn
- 1977: Arrow Emblem Grand Prix no Taka … als Hangorō Ōse
- 1977: Rascal, der Waschbär (Araiguma Rascal, Fernsehserie) … als Rascal
- 1977–1978: Ore wa Teppei (Fernsehserie) … als Teppei Uesugi
- 1978: Ikkyu-san … als Yasutake
- 1978: Däumelinchen (Sekai Meisaku Douwa Oyayubi Hime) … als Chumi (Maus)
- 1979: Animation Kikō Marco Polo no Bōken (Fernsehserie) … als Buddy
- 1979: Ginga Tetsudō 999 … als Tetsurō Hoshino
- 1979–1981: Ginga Tetsudō 999 (Fernsehserie) … als Tetsurō Hoshino
- 1979: Hokkyoku no Mūshika Miishika … als Miishika
- 1979: Hoshi no Orpheus
- 1979: Tondemo Nezumi Daikatsuyaku … als Harrison G. Tondemonezumi
- 1980: Botchan … als Chibi
- 1980: Tom Sawyers Abenteuer (Tom Sawyer no Bōken, Fernsehserie) … als Tom Sawyer
- 1980: Ginga Tetsudō 999: Glass no Clair … als Tetsurō Hoshino
- 1980–1982: Kaibutsu-kun (Fernsehserie) … als Kaibutsu-kun
- 1980: Maeterlinck no Aoi no Tori - Tyltyl Mytyl no Bōken Ryokō (Fernsehserie) … als Spirit of the milk
- 1980–1982: Tsurikichi Sampei (Fernsehserie) … als Sanpei
- 1981: Sayonara Ginga Tetsudō 999: Andromeda Shūchakueki … als Tetsuro Hoshino
- 1981–1983: Maicching Machiko-sensei (Fernsehserie) … als Kenta
- 1981–1982: Shin Dokonjo Gaeru (Fernsehserie) … als Hiroshi
- 1981–1982: Voltron - Verteidiger des Universums (Hyakujū Ō Golion, Fernsehserie) … als Hiroshi Suzuishi
- 1982–1983: Die geheimnisvollen Städte des Goldes (Taiyo no Ko Esteban, Fernsehserie) … als Esteban
- 1982–1983: Shin Mitsubachi Maaya no Bōken (Fernsehserie) … als Willey
- 1982: Zō no Inai Dōbutsuen … als Hide
- 1983: Um die Welt mit Willy Fog (La vuelta al mundo de Willy Fog, Fernsehserie) … als Chico
- 1983–1984: Alice im Wunderland (Fushigi no Kuni no Alice, Fernsehserie) … als Benny Bunny
- 1983–1984: Ginga Hyōryū Vifam (Fernsehserie) … als Kent Norton
- 1985–1986: Bumpety Boo – Der kleine gelbe Superflitzer (Hey! Bumbuu, Fernsehserie) … als Bumpety Boo
- 1986: Wunderbare Pollyanna (Ai Shōjo Pollyanna Monogatari, Fernsehserie) … als Polly
- 1986: Cool Cool Bye … als Lek
- 1986–1989: Dragonball (Fernsehserie) … als Son-Goku
- 1987–1988: Kamen no Ninja Akakage (Fernsehserie) … als Aokage
- 1987–1989: Ultra B (Fernsehserie) … als Mama
- 1988: Biriken (Fernsehserie) … als Biriken
- 1989: Aoi Blink (Fernsehserie) … als Blink, Kakeru
- 1989: Billy Inu Nandemo Shokai (Fernsehserie) … als Billy Inu
- 1989–1990: Dash! Yonkuro (Fernsehserie) … als Yonkurō Hinomaru
- 1989–1996: Dragon Ball Z (Fernsehserie) … als Son-Gohan, Son-Goku
- 1990–1991: Karakuri Kengo Den Musashi Lord (Fernsehserie) … als Musashi
- 1990: Kim no Jūjika … als Sefan
- 1990–1995: The Hakkenden (OVA) … als Kamezasa
- 1991: Gamba to Kawauso no Bōken … als Gamba
- 1991–1992: Honō no Tōkyūji Dodge Danpei (Fernsehserie) … als Chinnen Kobotoke
- 1991: Huckleberry no Bōken … als Huckleberry Finn
- 1991–1992: O-bake no… Holly (Fernsehserie) … als Majobaba
- 1991: Ushiro no Shomen Dāre … als Kisaburō Nakane
- 1994: Iczer Gal Iczelion (OVA) … als Iczel
- 1995–1997: Mojako (Fernsehserie) … als Baabii
- 1996–1997: Dragonball GT (Fernsehserie) … als Son-Gohan, Son-Goku, Son-Goten
- 1998: Alice SOS (Fernsehserie) … als Devil boss
- 1998: Ginga Tetsudō 999: Eternal Fantasy … als Tetsurō Hoshino
- 1998: Ginga Hyōryū Vifam 13 (Fernsehserie) … als Kent Norton, Wrigley Chamber
- 1998–1999: Totsugeki! Pappara-tai (Fernsehserie) … als Sanchos, X-Heart
- 1999: Dual! Parallel Lun-Lun Monogatari (Fernsehserie) … als Reika Nanjoin
- 2000: Eiga Ojarumaru Yakusoku no Natsu Ojaru to Semira … als Semira
- 2001: Digimon Tamers (Fernsehserie) … als Guilmon
- 2001: Digimon Tamers: Bōkensha-tachi no Tatakai … als Guilmon
- 2001–2002: Tantei Shōnen Kageman (Fernsehserie) … als Nekobee, Shinsuke
- 2002: Digimon Tamers: Bōsō Digimon Tokkyū … als Guilmon
- 2002–2005: Wagamama Fairy Mirumo de Pon! (Fernsehserie) … als Kinta
- 2003: Kosetsu Hyaku Monogatari (Fernsehserie) … als weißer und schwarzer Einsiedler
- 2004–2005: The Marshmallow Times (Fernsehserie) … als Plum
- 2005–2006: Kaiketsu Zorori (Fernsehserie, 96 Folgen) … als Ishishi
- 2005: Digital Monster X-Evolution als Dukemon
- 2005: Futari wa Pretty Cure: Max Heart … als Round
- 2006: Kaiketsu Zorori … als Ishishi
- 2006: Kirarin Revolution (Fernsehserie) … als Obaa-chan
- 2006: Lovege Chu - Miracle Seiyū Hakusho (Fernsehserie) … als Takemiya-sensei
- 2007: Hatara Kids Maiham Gumi (Fernsehserie) … als Gaudi
- 2007: Nezumi Monogatari - George to Gerald no Bōken … als Noma
- 2007: Oshare Majo Love and Berry: Shiawase no Mahō … als Isabella
- 2008: Hakaba Kitarō (Fernsehserie) … als Kitarō
- 2009–2011: Marie & Gali (Fernsehserie) … als Madame Curie
- 2011: Lupin III: Chi no Kokuin Eien no Mermaid … als Masae Tōdō
- 2012: Ashura … als Ashura
- 2012: Tanken Driland (Fernsehserie) … als Bonny
- 2015: Dragon Ball Super … als Son Goku, Son Gohan, Son Goten, Goku Black